# Газопереробний завод у Салала
Газопереробний завод у Салала – підприємство нафтогазової промисловості Оману, споруджене на у індустріальній зоні Салала.
Ще у 2002 році по трубопроводу Сайх-Равл – Салала на південь Оману подали природний газ. У його складі знаходиться чимало гомологів метану, ресурс яких у підсумку вирішили монетизувати. Для цього в 2022-му у Салалі ввели в дію завод, який здатний вилучати та розділяти фракцію С3+. Він може приймати для переробки 8,8 млн м3 на добу та за проектом має щорічно продукувати 155 тисяч тон пропану, 111 тисяч тон бутану та 38 тисяч тон конденсату.
На момент спорудження заводу 90% вилучених гомологів метану планувалось експортувати через порт Салала.